# غارة سمخ (1920)
دارت غارة السمخ في نيسان 1920 بين العرب البدو غير النظاميين تحت راية المملكة العربية السورية، والجيش البريطاني في الجليل الشرقي. يعتبر الباحثون هذا الحدث جزءًا من تداعيات الحرب الفرنسية السورية.

## خلفية الأحداث
اندلعت الحرب الفرنسية السورية في أوائل عام 1920 بين القوميين العرب السوريين، تحت حكم الملك الهاشمي، وفرنسا. كانت عصابات الفلاحين العشائريين على الحدود، تجمع بين السياسة واللصوصية، وكانت نشطة في منطقة الحدود غير المحددة بشكل واضح، بين فلسطين الانتدابية التي ستنشأ قريبًا، وبين سوريا ولبنان المُستعمرتان من فرنسا، حيث لم تكن الحدود بين هذه الثلاث دول معروفة.

## الخط الزمني
في بداية الحرب الفرنسية السورية، كان الجليل الأعلى مأهولًا بالعديد من القبائل العربية البدوية شبه الرحل، وأكبرها مقيمة في هلسة، وأربع مستوطنات يهودية صغيرة حديثة، بما في ذلك المطلة وكفار جلعادي وتل حاي والحمراء. بينما تحالفت القرى العربية والبدو مع المملكة العربية السورية، اختار المستوطنون اليهود البقاء على الحياد أثناء الصراع العربي مع الفرنسيين.
قُبيل الاحتلال الفرنسي لدمشق، كان عدم الاستقرار في شرق الأردن يهدد بالانتشار إلى فلسطين. عشائر بني كنانة المستقرة ، بتشجيع ربما من قبل أعضاء من الاستقلال الأصلي في حوران، بما في ذلك القوميون مثل أحمد مريود وعلي خلقي، واشتبكوا مع المهاجرين اليهود في المستوطنات اليهودية في الجليل. في وقت مبكر من الحرب، قُتل أحد سكان كفار جلعادي على يد بدو مسلحين بعد اشتباكات، مما زاد التوتر بشكل كبير في المنطقة. وكانت المستوطنات القروية اليهودية منطقة اشتباكات بين اليهود والبدو الموالين لسوريا في أثناء بحث الأخيرين عن جواسيس وجنود فرنسيين.
في نيسان 1920، اشتبك المسلحون العرب مع الجيش البريطاني في السمخ، وتكبدوا عددًا من الضحايا حيث قصفتهم بوحشية طائرات سلاح الجو الملكي البريطاني في طريق عودتهم عبر نهر الأردن. وقع الحادث عندما حاول حوالي 2000 بدوي مسلح معظمهم من شرق الأردن، مهاجمة محطة قطار السمخ بهدف منع وصول التعزيزات البريطانية من حيفا.

## العواقب
بالنسبة للبريطانيين، بدَت غارة السمخ على أنها تؤكد مخاوف اللنبي من أن التخلي عن منطقة شرق الأراضي الفلسطينية، قد يترك الجانب الأيمن لفلسطين كما وصفه «بدون قيادة، مهددة من قبل جميع القبائل الدرزية والبدوية والعربية». إثر ذلك دعا السياسي البريطاني المؤيد للصهيونية هربرت صموئيل، المفوض السامي البريطاني في القدس، إلى احتلال شرق الأردن وغرب سكة حديد الحجاز.

## طالِع أيضًا
- اتفاقية سايكس بيكو
- ثورة فلسطين 1936
- معركة سمخ